# سیارک ۲۶۴۱۲
سیارک ۲۶۴۱۲ (به انگلیسی: 26412 Charlesyu، نامگذاری:1999XR60)۲۶۴۱۲مین سیارک کشف شده‌است که در ۰۷ دسامبر ۱۹۹۹ کشف شد.